# Goldsby
Goldsby – miasto w Stanach Zjednoczonych, w stanie Oklahoma, w hrabstwie McClain.